# 大花斑叶兰
大花斑叶兰（学名：Goodyera biflora）为兰科斑叶兰属下的一个种。

## 扩展阅读
- 維基物種上的相關：大花斑叶兰